# 무라야마교

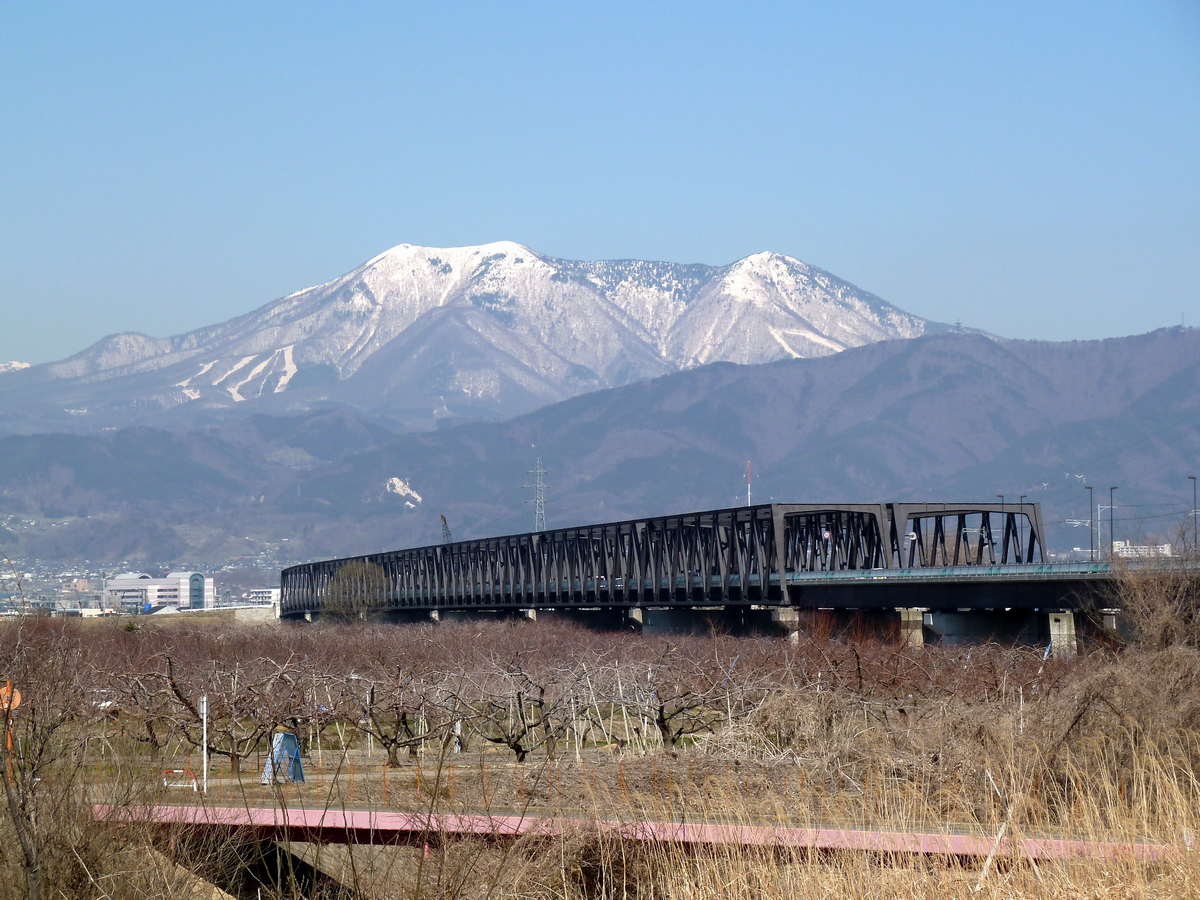
2000년대 새로 가설된 이후의 무라야먀교, 배경은 이-즈마산

무라야마교(일본어:  村山橋[*])는 나가노현 나가노시와 스자카시의 사이에 있는 치쿠마강에 놓여 있는 다리로, 나가노전철 나가노선과 일본 406호 국도가 같이 쓰고 있는 철도도로병용교이다. 나가노선에서는 야나기하라역과 무라야마역 사이에 있으며, 나가노선의 유일한 철도교이기도 하다.

## 연혁
무라야마교가 설치되기 이전에, 해당 위치에는 배다리가 놓여 있었다. 그러나 유로로 돈을 받을 목적으로 개설되었던 이 배다리의 폭은 고작 2.7m밖에 되지 않았으며, 또한 요동이 심해 통행하기 위험한 상황이었다. 이후 이것이 노후화되면서 공식적으로 영구적인 다리로 교체하고자 하는 계획이 나왔다.
한편, 그 즈음에 나가노시의 동편에 위치한 정과 촌들의 합병 계획이 진행되고 있었으며, 그 중 한 곳인 요시다정은 합병 조건으로 나가노와 스자카를 잇는 철도 가설을 제시했다. 이를 나가노시장이 적극적으로 지지하면서, 나가노시가 일부를 출자하는 형태로 나가노전기철도를 설립하게 되었다. 나가노전기철도는 1923년 (대정 12년)에 자본금 200만엔으로 설립되었다. 그런데 이 지쿠마강을 건너는 다리의 건설비가 자본금의 반에 당하는 약 100만엔이 될 것이라는 견적이 나와, 난관이 되었다. 이에 대한 대안으로, 무라야마교 건설 계획을 전환해 철도·도로병용교로 하는 것로 하는 제안이 나오게 되었으며, 이 계획은 1924년 5월 허가되어, 동년 11월 1일에 착공하게 되었다.
대정 시대에 건설되었던 무라야마교는, 전체 길이 814.2m로, 차도의 폭이 5.5m, 철도의 폭이 3.8m가 되는 철도·도로병용교였다. 이 교각은 7개의 트러스교와 콘크리트제 향교가 11줄, 단선 간판 향교가 33줄로 구성된 것으로, 차도는 왕복 1차선이다. 트러스는 카와사키조선소 효고 공장에서 제작되었으며, 트러스교는 철도와 도로가 동일한 구조를 사용하고 있었으나 형교 부분은 철도와 도로가 별개로 건설되었다. 모든 부분의 감독은 나가노현이 담당하는 대신, 건설비에 있어서는 총 공사비 109만엔 중 독립되어 있는 부분은 나가노현과 나가노전기철도가 각자 부담하고, 트러스교 부분은 나가노현이 60%, 나가노전기철도가 40%를 부담했다.
이러한 결과를 거쳐 1926년 4월 30일에 다리가 완공되었으며, 뒤이어 콘도와 스자카를 잇는 철도도 그 해 6월 28일에 개통했다. 이후 나가노전기철도는, 현재의 나가노철도 야시로선 등을 건설한 카토우(하동)전철에 9월 30일에 흡수되었고, 이어 카토우전철은 현재의 나가노전철이 되었다. 도로는 1년 늦게 1927년 7월에 개통되었다.
평성시대에 들어, 이 다리의 도로가 2차선인 관계로 대형 차량의 운행 위치가 곤란해진다던가, 보도가 없기 때문에 보행자의 통행이 곤란해지는 점, 그리고 노령화가 진행되고 있는 점 등의 이유로, 다리를 다시 건설하는 것이 결정되었다. 새로운 무라야마교는 옛 무라야마교의 상류측(남측)에 인접해 건설되었으며, 1990년(평성 2년)에 착수되었다. 그러나 실제로는 1998년(평성 10년)부터 공사가 착공되어, 2004년(평성 16년) 8월에 1기 공사가 완료되어 2차선이 개통되었다. 일단 이 상태에서 구교의 2차선을 합해 왕복 2차선 체제를 유지했으며, 이어서 2기 공사를 진행해, 2008년 12월 22일에 신교의 나머지 2차선을 개통했다, 그 이후 구교의 도로는 사용을 중단하고, 구교는 철도전용교가 되었다.
1년 후에는 신교의 철도 부분의 공사도 완료됨에 따라, 2009년 11월 6일 구교의 철도 통행을 중단하고, 3일간 선로 변경작업을 진행한 이후 11월 9일 신교의 철도 운용이 개시되었다.
새 무라야마교는 총 길이 837.8m로, 차도는 3.25m 폭이 4차선으로 총 13m, 보도는 양측에 3.5m로 건설되었으며, 선로부는 폭 4.8m가 되어 약 25m 폭의 도로가 되었다. 궤도는 장대레일을 채택하고 있다. 또한 여섯개의 트러스교와 다섯개의 강제형교의 조합으로 구성되어 있다.。

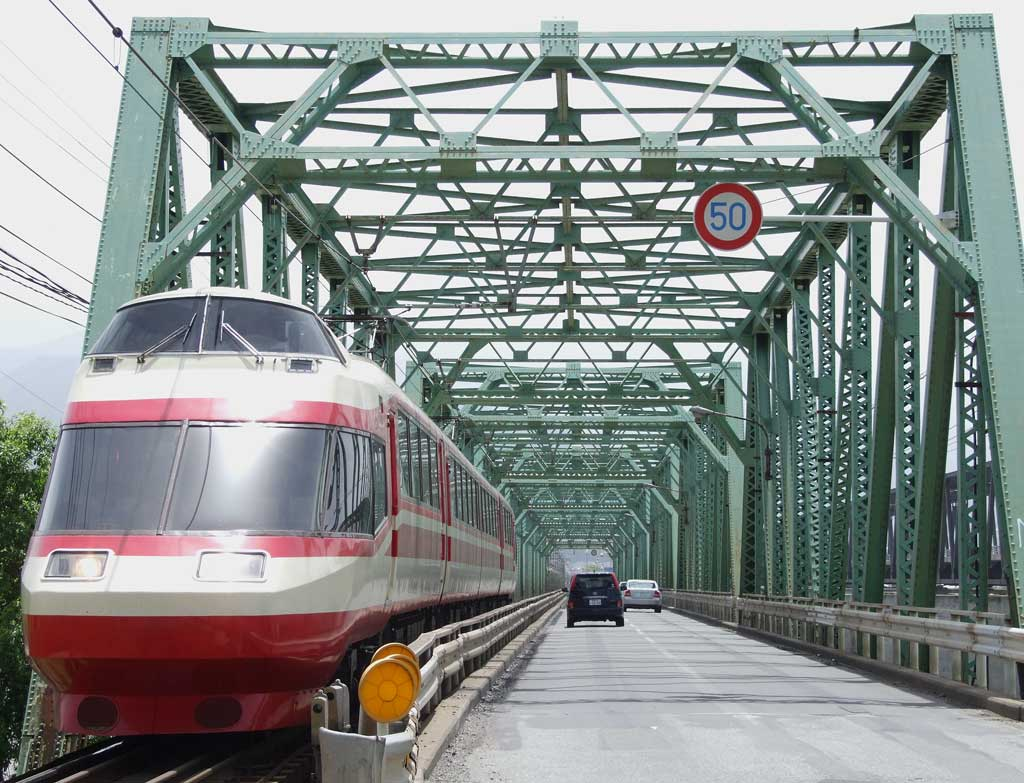
1926년 준공된 구 무라야마교
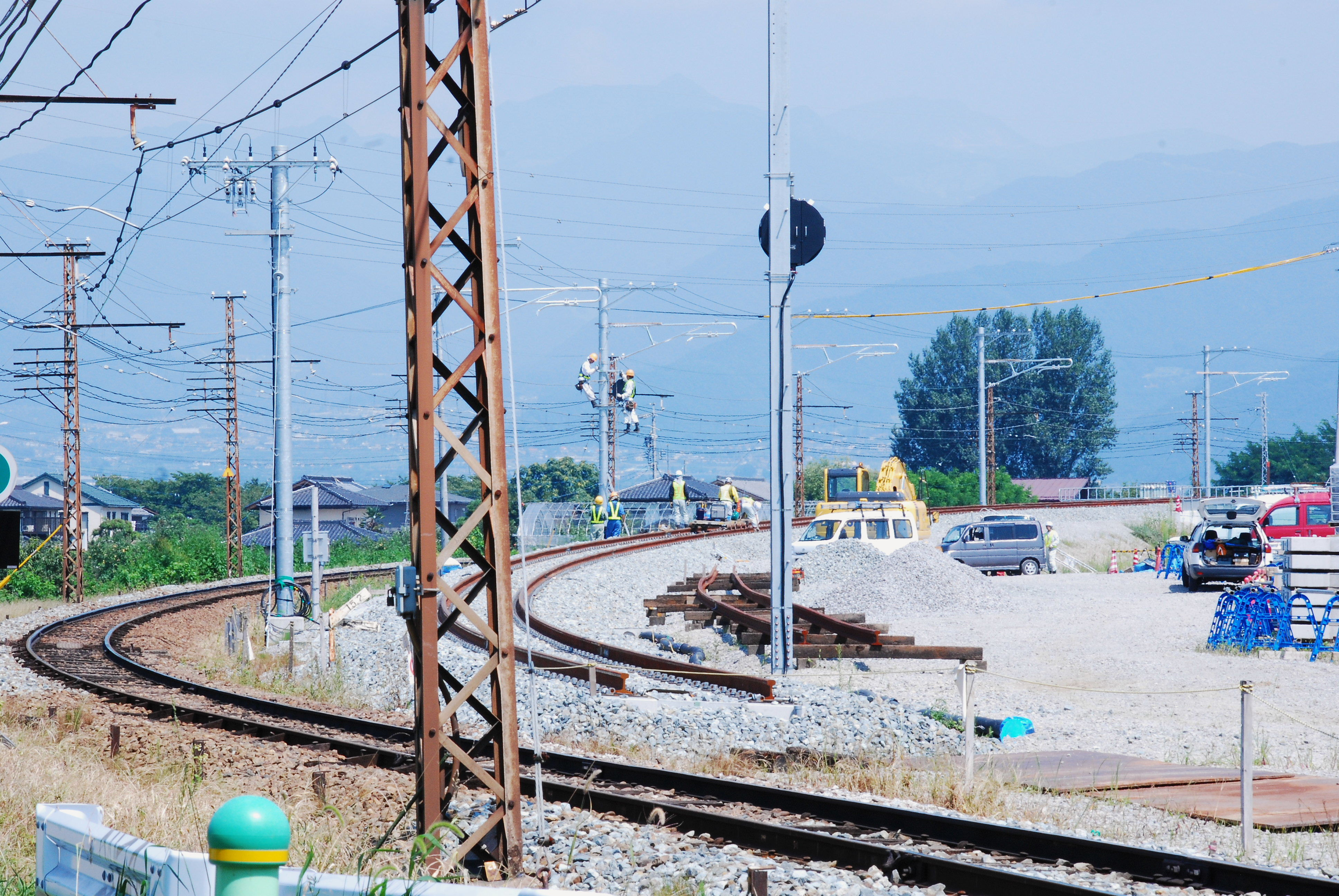
무라야마교 교체 공사 진행중의 나가노 전철 선로 교환공사
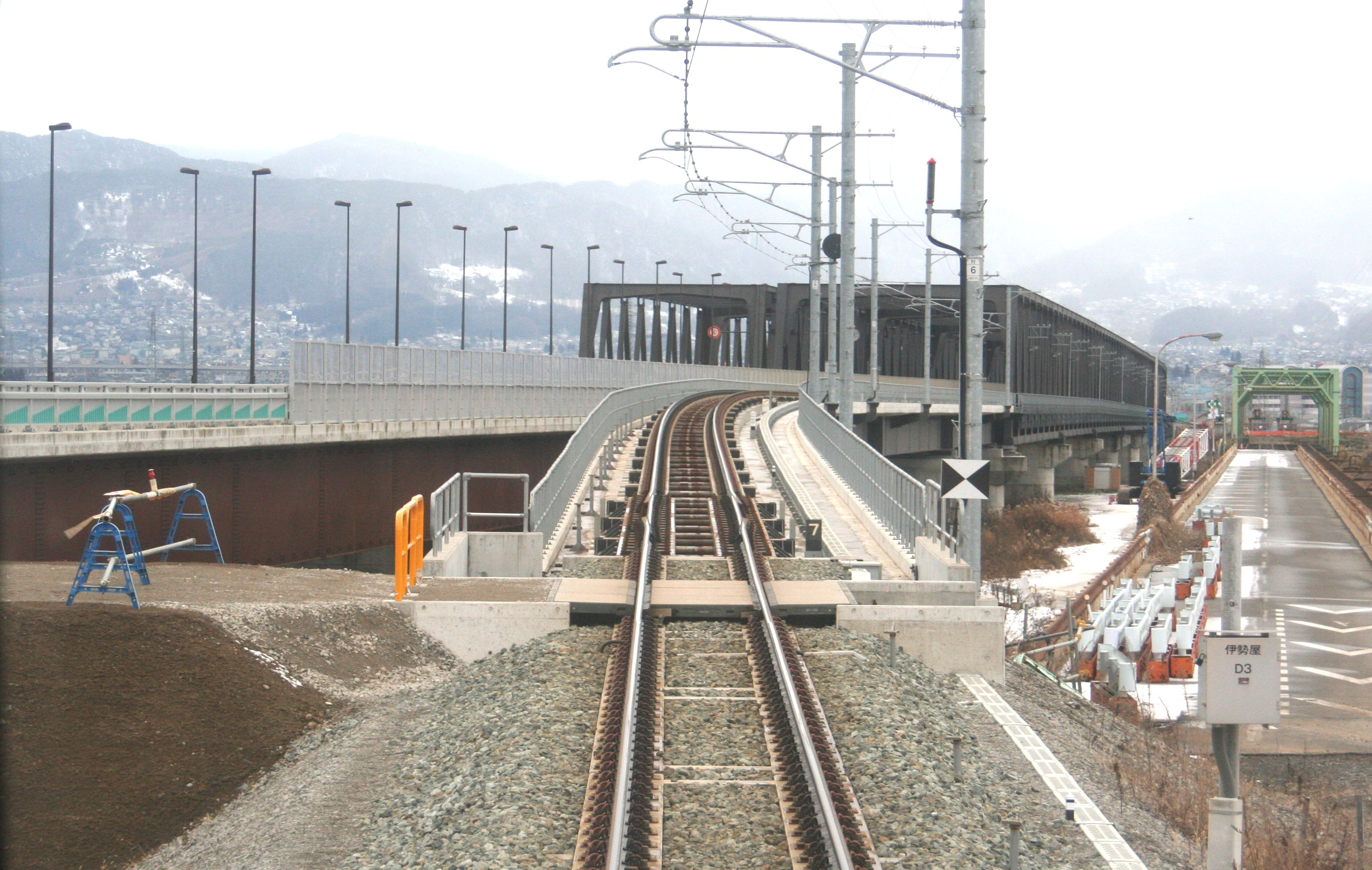
선로 교환후의 모습, 오른쪽이 구교